# Istme de Corint
L'istme de Corint és un braç de terra d'uns 6 km d'amplada que uneix la península del Peloponès amb la Grècia central. Actualment està tallat pel canal de Corint.
En aquesta franja de terra hi va haver l'antiga ciutat de Corint i, a prop, es troba en l'actualitat la moderna ciutat del mateix nom. Durant la tirania de Periandre, al segle vi aC es va construir el Díolkos, que permetia desplaçar per terra als vaixells d'un mar a l'altre.